# De toegewijde tuinier
De toegewijde tuinier (originele titel The Constant Gardener) is een Britse roman uit 2001, geschreven door John le Carré. Het boek is in 2005 verfilmd.

## Inhoud
Justin Quayle, een Britse diplomaat in Nairobi, krijgt te horen dat zijn vrouw Tessa, een bekende mensenrechtenactivist, is vermoord samen met haar collega. Quayle besluit de zaak zelf te onderzoeken en ontdekt dat er meer achter de moord zit dan op het eerste gezicht lijkt.
Tessa blijkt op het spoor te zijn gekomen van een groot schandaal. KVH, een groot farmaceutisch bedrijf, blijkt namelijk onder de dekmantel van onderzoek naar aids de bevolking van Nairobi als proefpersonen te gebruiken voor een nieuw middel tegen tuberculose dat ernstige bijwerkingen heeft.
Justin reist, vaak onder een valse identiteit, de wereld rond om de omstandigheden die tot Tessa’s dood hebben geleid te reconstrueren. Hij ontdekt dat de bron van het schandaal dat Tessa ontdekt had helemaal terug te voeren is naar een Duits bedrijf en, tot zijn schok, enkele corrupte politici in het Britse Foreign and Commonwealth Office.

## Nawoord
Het boek bevat een nawoord van John le Carré, waarin hij beweert dat de situatie geschetst in zijn verhaal in het niet valt bij de werkelijke situatie in Afrika.

## Verfilming
De toegewijde tuinier werd in 2006 verfilmd door regisseur Fernando Meirelles, met in de hoofdrollen Ralph Fiennes en Rachel Weisz.